# Euphylidorea novaeangliae
Euphylidorea novaeangliae là một loài ruồi trong họ Limoniidae. Chúng phân bố ở miền Tân bắc.